# Deck13
Deck13 Interactive GmbH — це німецька компанія, що спеціалізується на відеоігорах, розташована у Франкфурті. Компанію було засновано в липні 2001 року командою Artex Software, студією, яка в основному розробляла відеоігри для RISC OS, такі як Ankh: The Tales of Mystery. Спочатку компанія мала назву TriggerLab, але після випуску своєї першої гри Stealth Combat у 2002 році компанія була перейменована на Deck13. Deck13 найбільш відома розробкою рольових бойовиків: Lords of the Fallen і The Surge. Deck13 також керує гамбурзькою дочірньою студією Deck13 Hamburg.

## Історія
Deck13 є наступником компанії Artex Software, команди розробників, яка створила гру Ankh для RISC OS. Компанію, яка зпочатку мала назву — TriggerLab заснували в 2001 році Ян Клозе та Флоріан Штадльбауер. TriggerLab розробиля гру Stealth Combat, яка побачила світ у Німеччині 25 лютого 2002 року; незабаром після цього, 2 квітня 2002 року, компанія була перейменована на Deck13 Interactive. Назва «Deck13» походить від назви мапи культової гри Unreal Tournament (1999) «DM-Deck16». 
У 2005 році вийшла гумористична пригодницька гра Ankh, яка була ремейком гри Ankh: The Tales of Mystery 1997 року від Artex Software. Оскільки продукт дуже добре продавався, та отримав кілька нагород (особливо в Німеччині), продовження Ankh: Heart of Osiris було створено та випущено майже рівно через рік, повторно використавши елементи попередньої назви. У серпні 2007 року була випущена пригодницька гра Jack Keane, схожа на серію Ankh з точки зору графіки та ігрового процесу, але дія якої відбувалася в Англії та колоніальній Індії. Третя частина серії Ankh: Battle of the Gods вийшла в Німеччині 19 листопада 2007 року. Одна з останніх ігор, рольова гра Venetica, була випущена у вересні 2009 року і стала першою RPG, опублікованою компанією. Згодом компанія Deck13 Interactive працювала над Blood Knights, коміксом hack-and-slash для Microsoft Windows, Xbox 360 і PlayStation 3, який вийшов у 2013 році.
У 2015 році Deck13 випустив Lords of the Fallen у співпраці з CI Games. Хоча видавець анонсував продовження, Deck13 не був розробником. Натомість було оголошено, що студія співпрацює з Focus Home Interactive над майбутнім The Surge. У вересні 2016 року керуючий директор Флоріан Штадльбауер оголосив, що залишив компанію, і з тих пір його замінив Матіас Райхерт.
У червні 2020 року Focus Home Interactive викупила компанію за 7,1 мільйона євро.
У лютому 2021 року Deck13 відкрила студію розробки в Монреалі.

## Ігри розроблені
| Рік      | Назва                                                                        | Видавець(и) |
| -------- | ---------------------------------------------------------------------------- | --- |
| 2002 рік | Невидимий бій                                                                | Сучасні ігри, Cryo Interactive |
| 2004 рік | Carnival Cruise Lines Tycoon 2005: Island Hopping                            | Значення Activision |
| 2005 рік | Ankh                                                                         | BHV Software, Viva Media |
| 2005 рік | Luka und das geheimnisvolle Silberpferd                                      | Polizeiliche Kriminalprävention der Länder und des Bundes                                                                                           |
| 2006 рік | Ankh: Heart of Osiris                                                        | Ксідер |
| 2007 рік | Jack Keane                                                                   | 10tacle Studios, Strategy First |
| 2007 рік | Ankh: Battle of the Gods                                                     | Daedalic Entertainment, Xider |
| 2008 рік | Luka und der verborgene Schatz                                               | Polizeiliche Kriminalprävention der Länder und des Bundes                                                                                           |
| 2009 рік | Венетика                                                                     | DTP Entertainment |
| 2010 рік | Чорні вітрила: Корабель-привид                                               | Астрагон |
| 2010 рік | Jade Rousseau: The Secret Revelations — Episode 1: The Fall of Sant' Antonio | <a href="https://en.wikipedia.org/wiki/Phenomedia" rel="mw:ExtLink" title="Phenomedia" class="mw-redirect cx-link" data-linkid="226">Phenomedia</a> |
| 2010 рік | Reading the Dead                                                             | Астрасгон |
| 2011 рік | Haunted                                                                      | DTP Entertainment, Viva Media |
| 2012 рік | Jack Keane 2: The Fire Within                                                | Астрасгон |
| 2013 рік | Blood Knights                                                                | Каліпсо Медіа |
| 2014 рік | Moorhuhn: Tiger and Chicken                                                  | Koch Media |
| 2014 рік | Lords of the Fallen                                                          | Ігри CI |
| 2015 рік | Imagoras                                                                     | Музей Штеделя |
| 2017 рік | The Surge                                                                    | Focus Home Interactive |
| 2019 рік | The Surge 2                                                                  | Focus Home Interactive |
| 2023 рік | Atlas Fallen                                                                 | Focus Home Interactive |

### Скасовано
- Таємниця семи символів
- Jade Rousseau: Die Geheimen Evangelien — Епізод 2: Die Bruderschaft
- Jade Rousseau: Die Geheimen Evangelien– Епізод 3: Das geheime Dossier
- Jade Rousseau: Die Geheimen Evangelien — Епізод 4: Der Weg in die Finsternis
- Jade Rousseau: Die Geheimen Evangelien — Епізод 5: Die Geister der Vergangenheit
- Jade Rousseau: Die Geheimen Evangelien — Епізод 6: Der Zorn Gottes

## Ігри опубліковані
| рік      | Назва                                                                 | Розробник(и)                     |
| -------- | --------------------------------------------------------------------- | -------------------------------- |
| 2015 рік | The Adventures of Bertram Fiddle — Episode 1: A Dreadly Business      | Анімація Rumpus                  |
| 2015 рік | Super Sky Arena (ранній доступ)                                       | Hammer Labs                      |
| 2015 рік | Super Snow Fight                                                      | Патрік Бог                       |
| 2016 рік | Obliteracers                                                          | Варкська імперія                 |
| 2016 рік | Hover Cubes: Arena (ранній доступ)                                    | Гаметологія                      |
| 2016 рік | Плоскі герої                                                          | Паралельні кола                  |
| 2016 рік | The Shape of Heart (дочасний доступ)                                  | Ігри Шепіт драконів              |
| 2017 рік | Shift Happens                                                         | Ігри Klonk                       |
| 2017 рік | The Adventures of Bertram Fiddle — Episode 2: A Bleaker Predicklement | Анімація Rumpus                  |
| 2018 рік | Wartile                                                               | Проект Playwood                  |
| 2018 рік | To Hell with Hell                                                     | Лазуритові ігри                  |
| 2018 рік | vridniX                                                               | Uncanaut                         |
| 2018 рік | CrossCode                                                             | Радикальні ігри рибки            |
| 2019 рік | The Shattering                                                        | Програмне забезпечення SuperSexy |
| 2020 рік | Resolutiion                                                           | Моноліт розумів                  |